# Svart kattfågel
Svart kattfågel (Melanoptila glabrirostris) är en fågel i familjen härmtrastar inom ordningen tättingar.

## Utseende
Svart kattfågel är en helt glansigt svart fågel med tunn näbb, i form lik nära släktingen grå kattfågel. Den skiljs från andra svarta tättingar i sitt utbredningsområde på beteende (se nedan) och den tunna näbben.

## Utbredning och systematik
Svart kattfågel förekommer från östra Mexiko (Yucatánhalvön och närliggande öar) till norra Honduras. Den placeras som enda art i släktet Melanoptila.

## Levnadssätt
Svart kattfågel hittas i fuktiga skogar, öppet skogslandskap, buskagge och igenväxta gläntor. Den kan ofta ses sjunga från en upphöjd sittplats, men är annars rätt tillbakadragen och lätt förbisedd. Den håller sig mestadels lågt i buskage, men kan hoppa på marken då den knycker med och sprider ut sin stjärt.

## Status och hot
Arten har ett stort utbredningsområde, men tros minska i antal, dock inte tillräckligt kraftigt för att den ska betraktas som hotad. Internationella naturvårdsunionen IUCN listar arten som livskraftig (LC). Beståndet uppskattas till mellan 20 000 och 50 000 vuxna individer.